# 卡彭塔利側帶小公魚
卡彭塔利側帶小公魚為輻鰭魚綱鲱形目鳀科的其中一種，分布於中西太平洋區的巴布亞紐幾內亞及澳洲北部海域，棲息深度10-13公尺，本魚上頜突出，達到或超出鰓蓋後緣，體長可達5公分，臀鰭軟條19-20枚，棲息在沿海，喜群游。

## 擴展閱讀
- 維基物種上的相關：卡彭塔利側帶小公魚